# 이제나 (가수)
이제나(본명: 김주희, 1990년 4월 4일 ~ )은 대한민국의 가수이다.
현재 거주지는 서울특별시이다.

## 학력
- 전통예술고등학교 음악연극학과 졸업
- 세종대학교 영화예술학과 휴학중

## 경력
- 2016년 일산소방서 홍보대사, 상민통운 홍보대사
- 2020년 sbs 트롯신이떴다2 라스트찬스 Top7(여자가수 3위)

## 뮤직비디오
- 2016년 이제나 - 불났어요

## 데뷔
- 2016년 EP 앨범 "불났어요"

## 음반
- 2016년 1집 불났어요
- 2017년 2집 자기 바라기
- 2021년 sbs트롯신이 떴다2 내 하나의 사람은가고
- 2021년 digital single 우리 아빠
- 2022년 digital single 흐린 눈

## 수상
- 2017년 소방의 날 유공 표창
- 2017년 제2회 대한민국 예능인 올스타상 신인상
- 2020년 경기도 용인시의장상